# Echo (Foxes)
Echo è un singolo della cantante britannica Foxes, pubblicato il 12 novembre 2012 come primo estratto dal primo album in studio Glorious.

## Video musicale
Il video è stato reso disponibile il 26 settembre 2012 attraverso il canale YouTube dell'artista e mostra quest'ultima trascorrere momenti quotidiani insieme a un manichino dei crash test.

## Tracce
Testi e musiche di Louisa Allen e Jonny Harris.
1. Echo (Radio Edit) – 3:44
2. Echo (Monsta Remix) – 5:41
3. Echo (French Fries Remix) – 4:53
4. Echo (Instrumental) – 4:08

## Formazione
- Foxes – voce
- Ghostwriter – produzione
- Matt Wiggins – produzione aggiuntiva
- Jonny Harris – strumentazione (eccetto batteria), programmazione
- Steve Fitzmaurice – missaggio, programmazione aggiuntiva
- Darren Heelis – assistenza al missaggio
- Tony Cousins – mastering